# 1552
1552. је била проста година.

## Догађаји

### Август
- 5. август — Турска флота под командом Синан-паше поразила је ђеновљанску флоту у бици код Понтиских острва.

### Октобар
- 19. октобар — 2. јануар 1553. — Опсада Меца (1552)